# Sara Montiel
Pour les articles homonymes, voir Montiel (homonymie).
Sara Montiel, dite aussi Sarita Montiel, de son vrai nom María Antonia Alejandra Vicenta Elpidia Isadora Abad Fernández, née le 10 mars 1928 à Campo de Criptana (province de Ciudad Real, Castille-La Manche) et morte le 8 avril 2013  à Madrid, est une actrice et chanteuse espagnole.

## Biographie
Sara Montiel est une star espagnole de cinéma. Fuyant la misère de la campagne, ses parents s'installent à Orihuela, dans la province d'Alicante, où ils ouvrent un commerce de vins. C'est dans cette ville qu'à l'âge de treize ans elle participe à un concours de chant, dont le gagnant doit être récompensé par des cours de comédie et de chant. Elle remporte le premier prix, et se révèle rapidement une élève très douée.
Elle débute au cinéma en 1944 sous le pseudonyme de María Alejandra, mais décide très vite de changer de nom. Elle choisit Sara, le prénom de sa grand-mère, et Montiel, du nom d'une ville de sa province natale. Sans vraiment s'imposer, elle tourne quelques films, dont on retiendra surtout Poignard et Trahison (Locura de amor) où elle interprète un second rôle qui attire l'attention sur elle. Mais, sentant qu'elle piétine en Espagne, elle part pour le Mexique. Elle tourne avec les plus grandes vedettes du moment, comme Pedro Infante, des comédies populaires qui la hissent au tout premier rang des stars mexicaines. De cette période, on peut retenir un étrange mélodrame policier, Piel Canela (en), et surtout Le Bagne des filles perdues (es) où elle s'affirme comme une grande comédienne. Grâce à ce dernier film, Hollywood la remarque, elle y tourne deux chefs-d'œuvre, Vera Cruz de Robert Aldrich, avec Gary Cooper et Burt Lancaster, et Le Jugement des flèches de Samuel Fuller, avec Rod Steiger. Elle y tourne également un troisième film, Serenade, réalisé par Anthony Mann qu'elle épouse, et dont elle divorce sept ans plus tard.
Son séjour à Hollywood sera brièvement interrompu par un dernier film mexicain, Donde El Circulo Termina (La Belle de Mexico), un excellent film policier, prototype du film noir latino-américain.
C'est toutefois grâce au film espagnol Valencia (es) réalisé par Juan de Orduña en 1957, que Sara Montiel trouve enfin son véritable emploi. Dans ce film, une production à petit budget qu'elle accepte par amitié pour le réalisateur, Sara Montiel est une chanteuse alcoolique sur le déclin, dont on retrace la vie en flash-back. Elle doit logiquement être doublée pour les chansons par Concha Piquer, chanteuse folklorique de renom, qui se désiste au dernier moment, de peur de ne pas être payée. Sara Montiel enregistre elle-même les 11 chansons du film, avec une tonalité qui ne doit rien aux espagnolades, mais avec une voix chaude et rauque, totalement inhabituelle dans ce pays. Par ailleurs, imprégnée du glamour hollywoodien, elle introduit dans le cinéma de l'Espagne franquiste un érotisme suggéré qui fera se pâmer le Caudillo lui-même. Le film, contre toute attente, est un triomphe, record absolu de recettes, resté à ce jour inégalé. Du jour au lendemain, elle devient une idole du cinéma et de la chanson. Peu à peu, le mythe va se créer, avec une dizaine de films, tous des mélodrames, au sens propre du terme : des drames coupés de chansons interprétées par l'héroïne.
Le film suivant, La violetera, la fait connaître dans le monde entier. À Paris, il est projeté dans la plus grande salle de cinéma du monde, le Gaumont Palace. Le succès gagne les pays de l'est, l'Amérique latine. Les bandes originales de ses films (12 chansons de Sara Montiel) sont distribuées sur toute la planète, du Japon aux États-Unis. Suivent des productions à gros budget, Carmen de Grenade, Mon Dernier tango, Ave Maria, Une dame aux camélias, etc.
Son premier mari, Anthony Mann, veut lui faire interpréter Chimène dans Le Cid aux côtés de Charlton Heston. Elle refuse le rôle et lui conseille Sophia Loren qui est engagée. Sara Montiel a en effet mis au point un système qui s'est révélé payant pour elle, et dont elle ne veut pas se démarquer : un film musical accompagné d'un disque chaque année. Cela dure jusqu'au début des années 1970, où, malgré ses tentatives avec des réalisateurs connotés « intellectuels » comme Mario Camus, Juan Antonio Bardem, Jorge Grau, la formule ne fait plus recette. Elle abandonne alors le cinéma, et se produit dans des shows à grand spectacle, avec des guest-stars telles que Joséphine Baker ou Lola Flores. Ayant entre-temps épousé (en 3ème noce) l'imprésario et patron de presse José Tous Barberán, dit Pepe Tous, qui gère admirablement sa carrière, elle se consacre aussi à l'éducation de ses deux enfants adoptifs, Thais et Zeus.
Volontiers dévêtue ou habillée de strass et de paillettes dans ses spectacles, Sara Montiel devient peu à peu une diva, qualifiée par le petit Larousse ibérique de « diva espagnole la plus importante de l'après-guerre ». La Movida ne la rejette pas, au contraire, ses opinions ouvertement de gauche et ses déclarations fracassantes la rendant sympathique auprès des nouvelles générations.
A partir de la mort de José Tous Barberán en 1992, elle continue à se produire sur scène, mais plus rarement. Elle a publié ses mémoires où elle fait état de ses liaisons avec Ernest Hemingway, le prix Nobel Severo Ochoa, le poète Miguel Mihura qui fut son premier amour, Maurice Ronet, et quelques autres. Elle parle librement de sexualité, devenant ainsi une sorte de Mae West latine, dont les excentricités et les histoires de cœur font la joie de la presse people. Pedro Almodóvar lui rend hommage dans La Mauvaise Éducation. Adulée dans le monde entier, elle est entrée de son vivant dans la légende.

## Filmographie
Elle est parfois créditée Sarita Montiel :
- 1944 : Te quiero para mí
- 1944 : Empezó en boda
- 1945 : Bambú (es) avec Imperio Argentina
- 1945 : Se le fue el novio
- 1946 : El misterioso viajero del Clipper
- 1946 : Por el Gran Premio
- 1947 : Vidas confusas
- 1947 : Confidencias
- 1947 : Mariona Rebull (es)
- 1947 : Don Quichotte de la Manche (es) (Don Quijote de la Mancha) de Rafael Gil
- 1948 : Alhucemas de José López Rubio : María Luisa Pereira
- 1949 : Poignard et Trahison (Locura de amor) avec Fernando Rey, Jorge Mistral et Aurora Bautista
- 1949 : La mies es mucha (es) avec Fernando Fernán Gomez
- 1950 : Bagatelles (es) (Pequeñeces...) de Juan de Orduña
- 1950 : L'Homme de Tanger (en) (That Man from Tangier) de Luis María Delgado et Robert Elwyn
- 1950 : Furia Roja, version mexicaine du film américain Stronghold (film, 1951) (en) où elle reprend le rôle de Veronica Lake. Les deux actrices tournent simultanément.[réf. nécessaire]
- 1951 : Le Bagne des filles perdues (es) (Cárcel de mujeres) de Miguel M. Delgado
- 1951 : Necesito Dinero avec Pedro Infante
- 1951 : Ahí viene Martín Corona (es) avec Pedro Infante
- 1951 : El Enamorado avec Pedro Infante
- 1952 : Ella Lucifer y Yo
- 1952 : Yo Soy Gallo Dondequiera
- 1953 : Piel Canela (en) -
- 1953 : Porque ya no me quieres
- 1954 : Se solicitan modelos
- 1954 : Frente al pecado de ayer
- [1954 : Yo no creo en los hombres
- 1955 : Vera Cruz[7] de Robert Aldrich avec Gary Cooper, Burt Lancaster,Charles Bronson et Denise Darcel
- 1955 : La Belle de Mexico[8] (Donde el circulo se termina) de Alfredo B. Crevenna avec Nadia Haro Oliva (en) et Raúl Ramírez (en)
- 1956 : Serenade d'Anthony Mann avec Mario Lanza, Joan Fontaine,et Vincent Price
- 1957 : Le Jugement des flèches (Run of the Arrow) de Samuel Fuller avec Rod Steiger, Brian Keith,Ralph Meeker et Charles Bronson
- 1957 : Valencia (es) (El ultimo cuplé) de Juan de Orduña avec Armando Calvo
- 1958 : La violetera avec Raf Vallone,Franck Villard et Ana Mariscal
- 1959 : Carmen la de Ronda (Carmen de Grenade) avec Maurice Ronet, Jorge Mistral et Amedeo Nazzari
- 1960 : Mon Dernier tango avec Maurice Ronet et Isabel Garcés (en)
- 1961 : Ave Maria (Pecado de amor) avec Terence Hill et Alessandra Panaro
- 1962 : Une dame aux camélias (La bella Lola) avec Franck Villard et Antonio Cifariello
- 1962 : L'Espionne de Madrid (La reina del Chantecler) de Rafael Gil : Charito
- 1963 : Casablanca nid d'espions (Noches de Casablanca) d'Henri Decoin avec Maurice Ronet et Franco Fabrizzi
- 1964 : Samba (Samba à Rio) avec Marc Michel et Fosco Giachetti
- 1965 : Aventure à Beyrouth (La dama de Beirut) de Ladislas Vajda avec Magali Noël, Fernand Gravey et Alain Saury
- 1966 : La Femme perdue (La mujer perdida) de Tulio Demicheli avec Massimo Serato et Christiane Minazzoli
- 1967 : Tuset Street de Jorge Grau avec Patrick Bauchau et Teresa Gimpera
- 1969 : Esa mujer de Mario Camus avec Ivan Rassimov
- 1971 : Variétés (es) de Juan Antonio Bardem avec Vicente Parra
- 1973 : Cinco almohadas para una noche - avec Craig Hill

## Doublage français
- Jacqueline Carrel dans :
  - La violetera
  - Carmen de Grenade[9]
  - Ave Maria
  - Une dame aux camélias
  - Casablanca nid d’espions[10]
- Colette Fleury dans :
  - Le Jugement des flèches[11]

## Emprunt d'images d'archive
- La Mauvaise Éducation  de Pedro Almodóvar - 2004 (Extrait du film Esa Mujer)

## Documentaires
- Asaltar los Cielos (Espagne, 1996)
- Sara Una Estrella (Espagne, 2001)
- Machin, Toda Una Vida (Espagne, 2002) réalisation Nuria Villazán
- Sara Montiel, une Espagnole à Hollywood (France, 2003) réalisation Bernard Garcia Molina
- Ramon Mercader, l'assassin de Trotsky (Mexique, 1996) réalisation Javier Rioyo et José Luis López-Linares
- Mario Lanza, the tenor of Hollywood (États-Unis, 2005) réalisation Mark Kidel (en)
- A Thousand Clouds of Peace - (Mexique , 2003 ) réalisation Julián Hernández seulement voix

## Discographie
- 1957 El Último Cuplé
- 1958 La Violetera
- 1958 Baile con Sara Montiel
- 1959 Carmen la de Ronda
- 1959 Besos de Fuego
- 1960 Mi Último Tango
- 1961 El Tango
- 1961 Pecado de Amor
- 1962 La Bella Lola
- 1963 La Reina del Chantecler
- 1963 Noches de Casablanca
- 1964 Samba
- 1965 La Dama de Beirut
- 1966 Canta Sarita Montiel
- 1968 Esa Mujer
- 1970 Sara
- 1971 Varietes
- 1973 Sara Hoy
- 1975 Saritísima
- 1978 Anoche con Sara
- 1988 Purísimo Sara
- 1989 Sara De Cine
- 1991 Sara A Flor de Piel
- 1995 Amados Míos

## Télévision
De nombreuses émissions spéciales lui ont rendu hommage sur les écrans de télévision du monde entier : Ven al paralelo ou  Sara y punto en Espagne, La Chance aux chansons ou Étoiles et toiles en France, La Movida au Mexique, etc.